# Heiko Scholz
Heiko Scholz (ur. 7 stycznia 1966 w Görlitz) – niemiecki piłkarz występujący na pozycji pomocnika. Trener piłkarski.

## Kariera klubowa
Scholz karierę rozpoczynał jako junior w enerdowskim klubie BSG Dynamo Görlitz. Potem był graczem Dynama Drezno oraz ISG Hagenwerder. W 1984 roku trafił do Chemie Lipsk. Spędził tam dwa sezony, a w 1986 odszedł do Lokomotive Lipsk. W 1987 roku zdobył z klubem Puchar NRD oraz wystąpił z nim w finale Pucharu Zdobywców Pucharów (porażka 0:1 z Ajaksem). Natomiast w 1988 wywalczył z klubem wicemistrzostwo NRD. W ciągu czterech lat w barwach Lokomotive zagrał 86 razy i zdobył 2 bramki. W 1990 roku został zawodnikiem Dynama Drezno. Po zjednoczeniu Niemiec w 1990 roku, od sezonu 1991/1992 wystartował z klubem w Bundesligi. W tych rozgrywkach zadebiutował 3 sierpnia 1991 w przegranym 0:1 meczu z 1. FC Kaiserslautern. Pierwszego gola w Bundeslidze strzelił 14 września 1991 SG Wattenscheid 09 (3:0).
W 1992 roku Scholz podpisał kontrakt z innym pierwszoligowcem – Bayerem 04 Leverkusen. Zadebiutował tam 14 sierpnia 1992 w zremisowanym 1:1 ligowym spotkaniu z 1. FC Saarbrücken. W sezonie 1992/1993 zdobył z klubem Puchar Niemiec. W Bayerze spędził trzy sezony. W sumie zagrał tam w 75 ligowych meczach i zdobył w nich 5 bramek.
W 1995 roku do Werderu Brema, również występującego w ekstraklasie. Pierwszy ligowy mecz zaliczył tam 11 sierpnia 1995 przeciwko Fortunie Düsseldorf (1:1). Dla Werderu grał przez 2,5 pół roku. W tym czasie rozegrał tam 52 ligowe spotkania i strzelił 2 bramki.
W styczniu 1998 odszedł do drugoligowej Fortuny Kolonia. Występował tam do listopada 1998. Potem trafił do SG Wattenscheid 09, również grającego w 2. Bundeslidze. Jego ostatnim klubem był Dresdner SC, w którym w 2000 roku zakończył karierę.

## Kariera reprezentacyjna
Scholz rozegrał 7 spotkań w reprezentacji NRD. Zadebiutował w niej 29 kwietnia 1987 w przegranym 0:2 meczu eliminacji Mistrzostw Europy 1988 ze Związkiem Radzieckim. Po raz ostatni w kadrze NRD zagrał 12 września 1990 w wygranym 2:0 spotkaniu z Belgią, które było jednocześnie ostatnim w historii reprezentacji NRD.
W 1992 roku Scholz zagrał jeden raz w reprezentacji Niemiec (14 października 1992 w zremisowanym 1:1 towarzyskim meczu z Meksykiem).

## Po zakończeniu kariery
W 2004 roku Scholz został trenerem w sztabie szkoleniowym MSV Duisburg. 9 grudnia 2005 objął funkcję szkoleniowca MSV, po zwolnionym Norbercie Meierze. Jako trener w Bundeslidze zadebiutował 10 grudnia 2005 w zremisowanym 1:1 spotkaniu z Arminią Bielefeld. 17 grudnia 2005, po ligowym meczu z 1. FSV Mainz 05 (1:1) miejsce Scholza jako trenera MSV zastąpił Jürgen Kohler, natomiast Scholz powrócił do roli trenera. Potem funkcję szkoleniowca MSV pełnił przez krótki czas w 2006 oraz 2008 roku.